# Фаговый дисплей
Фаговый дисплей (англ. phage display) — это лабораторный метод изучения белок-белковых, белок-пептидных и ДНК-белковых взаимодействий, использующий бактериофагов для того, чтобы соотнести белки и генетическую информацию, кодирующую их. Суть метода в том, что ген, который кодирует белок, интересующий исследователя, встраивают в ген фага, отвечающий за синтез белка капсида, в результате чего фаг начинает «отображать» исследуемый белок на своей оболочке. Так получают соответствие между генотипом и фенотипом фага, а затем исследуют взаимодействие данного белка с другими белками, пептидами или последовательностями ДНК. С помощью селекции in vitro, аналогичной естественному отбору, и амплификации таким образом могут быть получены большие белковые библиотеки.
Наиболее часто используемыми бактериофагами для фагового дисплея являются M13, T4, T7, филаментные фаги и фаг λ.
За использование метода фагового дисплея в отборе пептидов и антител была присуждена Нобелевская премия по химии 2018 г.

## История
Метод фагового дисплея был впервые описан Джорджем Смитом (George P. Smith) в 1985 г., который продемонстрировал «отображение» пептида на филаментном фаге после внесения изменений в ген III этого фага. В том же году получает патент Джордж Печеник (George Pieczenik), который также описывает получение библиотек фагового дисплея. Впоследствии в развитии этой технологии принимали участие группы Лаборатории молекулярной биологии в Кембридже, Исследовательского института Скриппса (США), Национального центра исследования рака (Германия).

## Общий вид процедуры

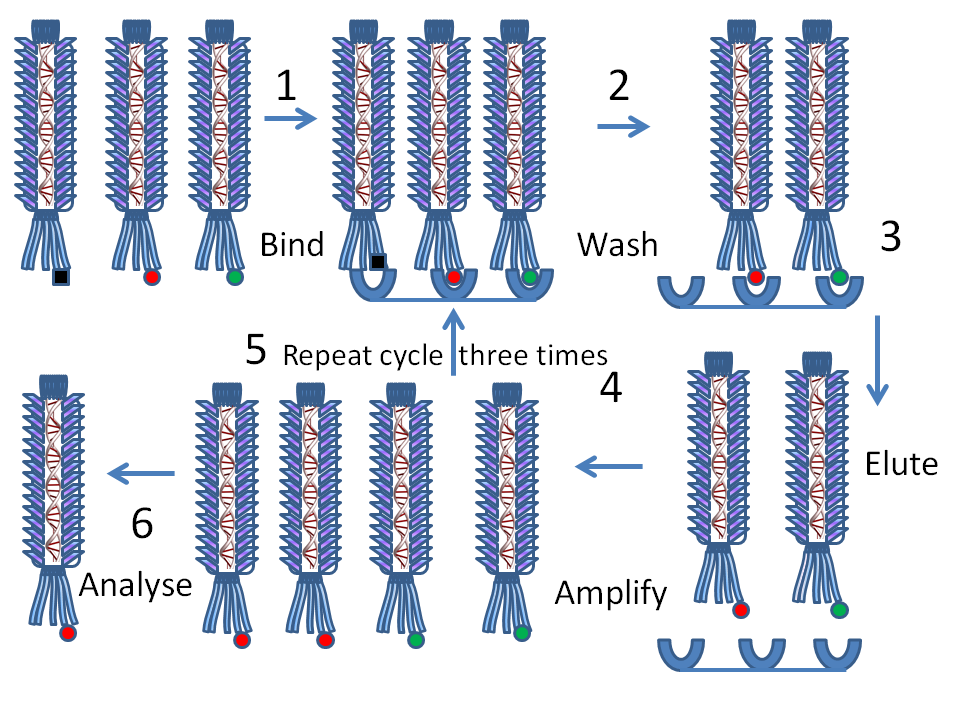
Последовательность шагов исследования методом фагового дисплея

Далее приведены типичные шаги исследования методом фагового дисплея для определения полипептидов, которые связываются с высокой аффинностью с целевыми белками или последовательностями ДНК:
1. Целевые белки или последовательности ДНК иммобилизованы (зафиксированы) в ячейках микротитрационного планшета.
2. Различные генетические последовательности, вставленные в ген синтеза капсида, экспрессируются в бактериофагах, таким образом, на оболочке каждого фага «отображается» свой белок, соответствующий внесенным генетическим изменениям.
3. Эти бактериофаги помещаются на планшет, и спустя некоторое время, которое требуется для связывания, смываются с него.
4. Таким образом, на планшете останутся только те фаги, которые хорошо связались с целевыми молекулами, а остальные будут смыты.
5. Связавшиеся фаги могут быть элюированы (отмыты) и использованы для получения новых фагов путём заражения подходящих бактерий-носителей. Новая популяция фагов представляет собой смесь, в которой намного меньше нерелевантных (не связывающихся с целевыми молекулами) фагов, чем в изначальной смеси.
6. Шаги 3-5 опционально можно повторить несколько раз для получения более богатой специфичными фагами популяции.
7. После амплификации с помощью бактерий секвенируется ДНК полученных специфичных фагов для определения белков или их фрагментов, взаимодействующих с целевыми молекулами.

## Применения
Применения технологии фагового дисплея включают в себя определение взаимодействующих веществ для определённого белка, позволяя впоследствии установить функцию или механизм работы этого белка. Фаговый дисплей широко используется для белковой эволюции in vitro — так называемой белковой инженерии. В этом применении он является полезным инструментом для поиска и обнаружения новых лекарств. Также он используется для поиска новых лигандов (ингибиторов ферментов, агонистов и антагонистов рецепторов) целевых белков.
С помощью этого метода определяют опухолевые антигены (для целей диагностического и терапевтического таргетирования), а также исследуют ДНК-белковые взаимодействия, используя библиотеки специальных последовательностей ДНК с рандомизированными сегментами.

### Получение антителin vitro
Изобретение метода фагового дисплея привело к прорыву в области поиска новых антител. В 1991 г. группа Исследовательского центра Скриппса сообщила о первом «отображении» человеческих антител на фаге. Фаговый дисплей библиотек антител стал мощным методом как для изучения иммунного ответа, так и для быстрой селекции и эволюции человеческих антител для последующего использования в терапевтических целях.
Библиотеки антител, отображающие на фагах миллионы различных антител, часто используются в фармацевтической индустрии для выделения узкоспецифичных терапевтических антител с последующей разработкой лекарств, основанных на них, прежде всего противораковых и противовоспалительных.